# Старопареєво
Старопаре́єво (рос. Старопареево) — присілок у складі Щолковського міського округу Московської області, Росія.

## Населення
Населення — 127 осіб (2010; 136 у 2002).
Національний склад (станом на 2002 рік):
- росіяни — 98 %